# Мтепе

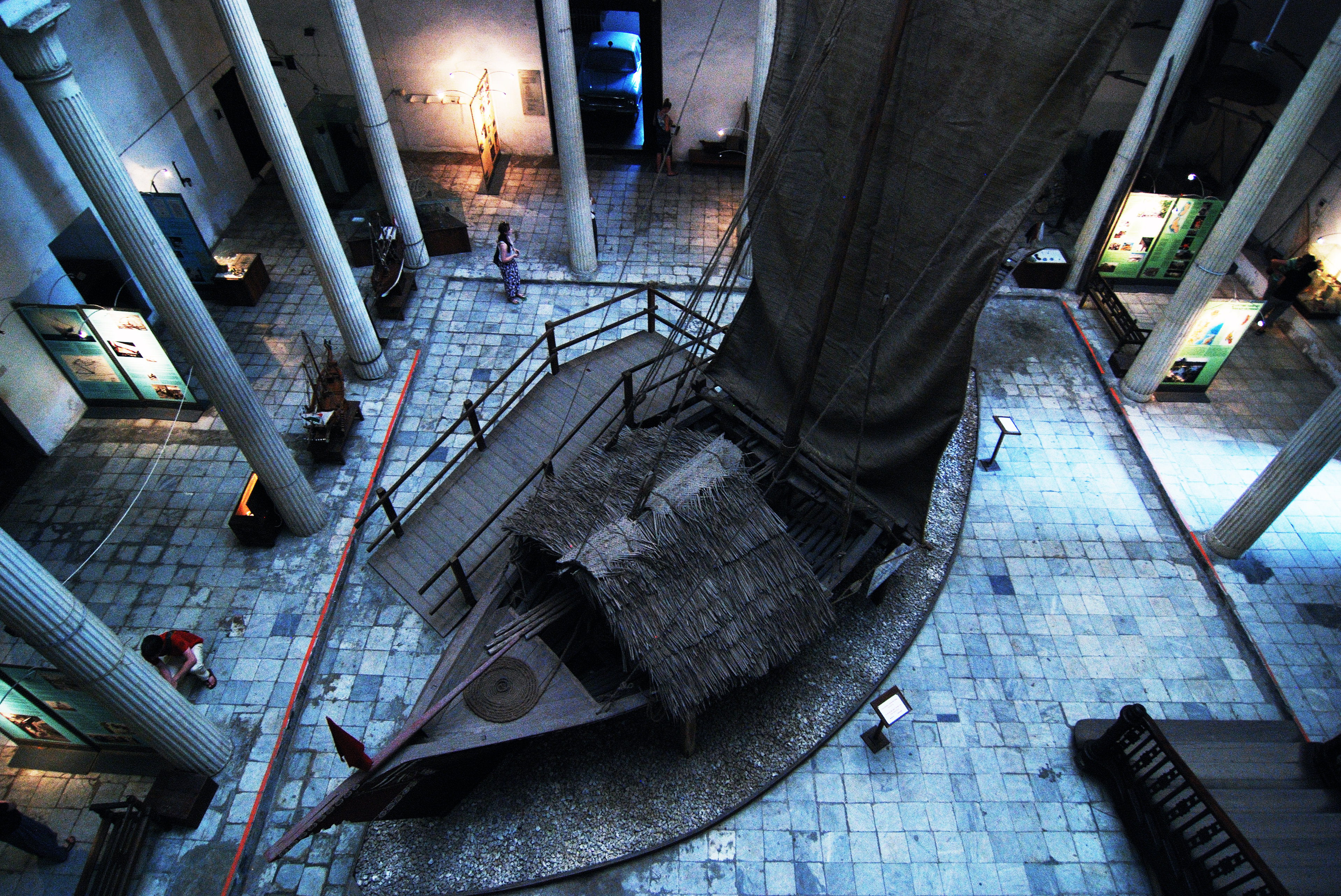
Shungwaya - репліка мтепе в масштабі 1:2 побудована в 2003 році та виставлена в музеї «Будинку чудес» у Кам'яному місті, Занзібар.

Мтепе (суах. mtepe) — традиційний вітрильний корабель народності суахілі, що використовувався як торгове судно на східноафриканському узбережжі Суахілі і прилеглих островах до початку XX ст. Мав зшитий за допомогою мотузок корпус і одну щоглу з чотирикутним вітрилом. Головний центр будівництві мтепе знаходився на архіпелазі Ламу в Кенії.

## Етимологія
Назва корабля є місцевою і походить зі східно-африканського узбережжя Суахілі. Слово «мтепе» (суах. mtepe) на мові суахілі (гілка мов банту) означає «човен».

## Передумови виникнення мтепе (розвиток суахілі як морського суспільства)
Виникнення мтепе, суто місцевого африканського торгового судна для океанських плавань, тісно пов'язане з виникненням і розвитком на східноафриканському узбережжі морської торгової нації суахілі.
З середини першого тисячоліття нашої ери культура та ідентичність народу суахілі починає формуватись вздовж узбережжя Східної Африки, а на самому узбережжі починають виникати їх приморські торгові поселення від Могадішо в Сомалі на півночі до Софали в Мозамбіку на півдні. Суахілі також розселились по прибережним островам східноафриканського узбережжя, таким як Занзібар, Пемба, Мафія, архіпелаги Ламу та Коморські острови, а також на півночі Мадагаскару. Саме розташування поселень суахілі на західному узбережжі Індійського океану спонукало їх перетворитись на активне морське торгівельне суспільство, чіткі ознаки якого починають виразно проявлятись вже з X—XI століть. Торговці суахілі зайняли нішу посередників між різними суспільствами в глибині африканського континенту і широкою міжнародною торговою спільнотою, сформованою на просторах Індійського океану. Різні риси в культурі суахілі свідчать про активну морську спрямованість цього суспільства, наприклад, релігійна поезія суахілі, на відміну від арабської, на якій вона базується, часто використовує образи риб, моря і хвиль.
Важливою віхою стало поступове поширення в регіоні ісламу, перша поява якого засвідчена в місті Шанга на архіпелазі Лама в Кенії у VIII столітті, а до XII століття іслам вже широко практикувався уздовж усього узбережжя Суахілі. За той же період багато великих поселень на узбережжі Суахілі перетворились на «кам'яні міста», частина споруд в яких була збудована з каменю, який видобували спочатку з прибережних коралових рифів, а пізніше з материкових вапнякових каменоломень. Менші поселення були збудовані переважно з глини та соломи, можливо, з однією кам'яною мечеттю чи якимись кам'яними похованнями. До 1500-х років суспільство суахілі на узбережжі активно розвивалось, включаючи появу витонченої матеріальної культури та архітектури, розвиток далеких торгових зав'язків з внутрішніми районами Центральної та Південно-Східної Африки, а також з прибережними країнами Індійського океану, виникнення ієрархії поселень і низки незалежних прибережних міст-держав. Після 1500-х років поселення суахілі стикалися з колоніальними загрозами — спочатку португальською, згодом на початку XIX століття оманською і в кінцевому підсумку німецькою та британською наприкінці XIX і на початку XX століть.

## Історія

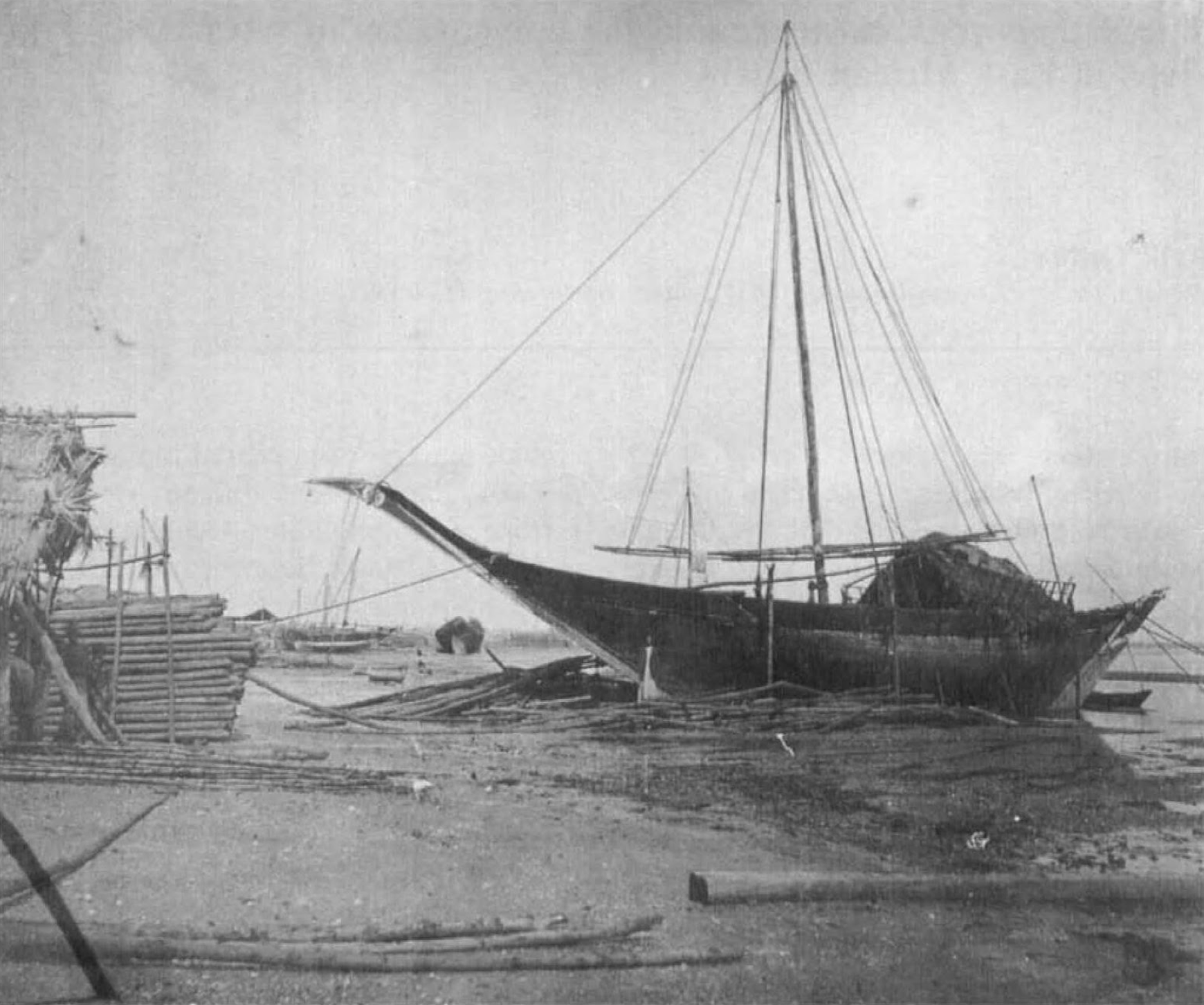
Зображений на цій фотографії мтепе поєднує клювоподібне оформлення носа справжнього мтепе з довгим і сильно нахиленим ахтерштевнем дау-ла-мтепе. Можливо, ця фотографія 1890 року зафіксувала дау в перехідній формі від старого до нового стилю.

Історія виникнення суахілійських суден типу мтепе остаточно не з'ясована, існує багато теорій про їх походження — африканське, арабо-перське, індійське чи індонезійське, проте не виключено, що всі ці культури сприяли появі технології будівництва мтепе. Згідно з усною традицією суахілійської народності баджуна, що мешкає на узбережжі між Кенією та Сомалі, мтепе походять з регіону Мальдівських островів і були принесені на африканське узбережжя в стародавні часи міграцією народу Вадіба і швидко адаптовані всіма народами східноафриканського узбережжя.
Техніка будівництва зшитих суден була винайдена приблизно в третьому тисячолітті до н. е. на Близькому Сході і такі судна були поширені у Червоному морі та західній частині Індійського океану аж до XIX століття. В елліністичному Періплі Еритрейського моря (I ст. н.е) наводиться опис зшитих суден, що використовувались жителями узбережжя «Азанії» (давньогрецька назва східного узбережжя Африки) та о. Занзібар для риболовлі та полюванні на черепах. В XI ст. про них згадує Аль-Біруні в його Історії Індії, а потім у XII ст. Аль Ідріссі та арабський мандрівник, поет і географ з Аль-Андалусу Ібн Джубайр, який детально описав зшиті за допомогою койру човни, які виготовлялись в африканському місті Аюдаб на узбережжі Червоного моря. Про зшиті кораблі на африканському узбережжі згадував Ібн Баттута в XIV столітті а також перші португальські мореплавці, що відвідували Індійський океан, від Васко да Гами в 1498 році, до Кабрала в 1502, Алмейди в 1505 Дуарте Барбоси в 1517 і Резенда в 1634 році.
На сьогодні відсутні дані підводної археології, які б свідчили про конструкцію суден, задіяних в торгових зав'язках між узбережжям Суахілі і Аравійським півостровом, але деякі непрямі докази включають графіті кораблів, виявлені на стінах мечетей та житлових будинків на узбережжі Суахілі. Чіткі задокументовані свідчення про заморську східноафриканську торгівлю з'являються лише в XIII столітті; Єменські джерела підтверджують, що протягом цього століття кораблі з Могадішо щороку здійснювали плавання в Аден, Еш-Шихр та інші порти на узбережжі Хадрамаут. Хоча торгівля зі Східною Африкою була незначною для расулідського Ємену (1229—1454), митні записи не залишають сумнівів у регулярності торгівлі з Могадішо та узбережжям Суахілі, включаючи рабів, чорне дерево, слонову кістку, харчові продукти, тканину та камедь зі східної Африки або Мадагаскару. Схоже, що населені пункти узбережжя Сомалі, включаючи Могадішо та Бараву були пунктами збору товарів з узбережжя східної Африки. Каді Масуд, який проживав в Адені наприкінці XIV століття, стверджує, що кораблі з «кожного маленького міста Савахіл» доставляли товари до цих портів, які потім вирушали в Аден і Хадрамаут. Підтвердження подорожей з Кілви до Аравії з'являються в 1336 р., коли корабель «з Кілви», завантажений рисом, дістався до Адена. Зі збережених письмових свідчень, зокрема з переписки 1596 року між султаном Малінді і Момбаси Мухаммадом і іспанським королем Філіпом II відомо, що прибережні еліти узбережжя Суахілі інвестували в далекі плавання і що якась кількість кораблів, що належали торговцям суахілі регулярно плавали до Аравійського півострова, а з XVI ст. до середини XVIII ст. і до західного узбережжя Індії.
А. Прінс вважає, що кораблі, описані в Періплі навряд чи були прямими аналогами пізніших мтепе, швидше це були інші конструкції, які в деяких аспектах були схожі на мтепе. Найперші безпомилкові згадки про мтепе датуються XIX століттям. Хоча після відкриття європейцями морського шляху до Індії і появи в Індійському океані на початку XVI ст. португальських кораблів місцеві корабельники почали переймати у європейців західні техніки суднобудування, тим не менш модифіковані мтепе зберігалися до початку XX століття. Мтепе був унікальним місцевим досягненням культури Суахілі, а основний центр його будівництва знаходився на архіпелазі Ламу біля узбережжя сучасної Кенії. Лише після припинення работоргівлі в регіоні, а також торгівлі мангровою деревиною, для заготівлі якої мтепе підходив ідеально, на початку XX століття зшиті мтепе вийшли з ужитку. Джахазі, судно типу дау, але вже з скріпленим цвяхами корпусом, яке на той час вже широко використовувався в тому ж регіоні швидко заповнило усі залишені ніші, які після зникнення мтепе залишались вакантними.

## Конструкція
Хоча мтепе є унікальним витвором культури Суахілі, вони належать до ширшої і дуже давньої традиції зшитих суден західної частини Індійського океану. Хоча детальні описи мтепе збереглись лише з XIX століття, описи, які були здійснені в XVI, XVII і XVIII століттях свідчать, що загальні характеристики суден з тих часів відповідають його пізнішим детальним характеристикам. Відомо про існування мтепе двох типів — власне «мтепе» і «дау-ла-мтепе» яке прийшло йому на заміну. Перехід, очевидно, відбувся в XIX столітті, оскільки, хоча існують сучасні моделі та документальні свідчення про більш ранній мтепе, на всіх зроблених в ті часи фотографіях зберіглись зображення лише дау-ла-мтепе. Обидва були суднами з гострою кормою і загалом схожими за дизайном, але між типами було кілька суттєвих відмінностей.
В XIX ст. капітан Оуен в своєму детальному описі зазначав, що мтепе мають біля 20 м довжини і близько 4,5 м в ширину, їх ахтерштевень прикрашений довгим гострим дзьобом, а корма висока і похила. Обшивка частіше закріплюється на ребрах мотузками з кокосового волокна, ніж цвяхами. Їх величезне квадратне вітрило з бавовняної тканини або з сплетених з пальмового листя мат закріплене між двома реями — однією зверху і однією знизу… попри свою неохайну зовнішність, мтепе дуже швидкі і можуть пливти набагато гостріше до вітру, ніж більшість суден та можуть перевозити від 12 до 20 тонн вантажу.
З іншого боку, Ерік Гілберт посилається в своєму описі на великий мтепе, на обмірах якого, зроблених в 1877 році базувалася репліка «Shangwaya», що зберігається в музеї Занзібара. Це мтепе мало довжину 30 метрів, ширину 7,4 метра, висоту бортів 3,2 метра і водотоннажність 186 тонн (тип вимірювання тонажу невідомий). Гілберт оцінив осадку максимум 2,3 метра, що непогано для судна такої місткості.
Mtepe був вишукано оформлений у традиційних для суахілі червоних, білих та чорних кольорах, фарби для який можна було легко отримати з доступної на місці його виробництва сировини. Ніс та корма були вкриті різьбою та розфарбовані витонченими геометричними малюнками. Довгий ніс човна прикрашався смужками шкіри, на червоному дзьобі білою фарбою були намальовані білі «очі».
Зшита конструкція корпусу мтепе робила його достатньо гнучким, що давало можливість витягати човен на берег і безпечно сідати на мілину на пляжах. З цієї причини ці кораблі були дуже зручні у використанні на берегах і островах, оточених рифами, таких як Майотта, що довго залишалися недоступними для західних кораблів. Так барон Карл Клаус фон дер Деккен заявив у 1869 році: «Вони чудово підходять для плавання в небезпечних водах; оскільки вони абсолютно не пошкоджуюються, коли сідають на рифи або піщаний берег, наступний приплив вивільняє їх, тоді як європейський човен, зібраний із застосуванням заліза, у цій же ситуації безумовно буде пошкоджений».

## Збережені екземпляри
Дотепер зберіглося дев'ять відомих моделей мтепе, та з десяток їх фотографій. Три моделі зберігаються в музеї Форт Ісус, португальському форті, побудованому в 1591 році на острові Момбаса, Кенія. Одна модель зберігається в музеї на острові Ламу в Танзанії, за 240 км на північ від Занзібару. Одна модель зберігається в Національному морському музеї, Гринвіч, Лондон. Одна модель зберігається в Науковому музеї, Кенсінгтон, Лондон і одна репліка мтепе була побудована в 2003 році та виставлена сьогодні в музеї Будинку чудес у Кам'яному місті в Занзібарі.